# Рекечинський Андрій Михайлович
Рекечинський Андрій Михайлович (7 січня 1981) — російський ватерполіст.
Срібний призер Олімпійських Ігор 2000 року, бронзовий призер 2001, 2004 років.
Переможець Кубка світу 2002 року.